# Ньюпорт (Небраска)
Ньюпорт (англ. Newport) — селище (англ. village) в США, в окрузі Рок штату Небраска. Населення — 68 осіб (2020).

## Географія
Ньюпорт розташований за координатами 42°36′1″ пн. ш. 99°19′42″ зх. д. / 42.60028° пн. ш. 99.32833° зх. д. (42.600222, -99.328280).  За даними Бюро перепису населення США в 2010 році селище мало площу 0,82 км², уся площа — суходіл.

## Демографія
Згідно з переписом 2010 року, у селищі мешкало 97 осіб у 44 домогосподарствах у складі 29 родин. Густота населення становила 118 осіб/км².  Було 57 помешкань (69/км²).
Расовий склад населення:
| - 97,9 % — білих - 2,1 % — корінних американців |

До двох чи більше рас належало 0,0 %. Частка іспаномовних становила 0,0 % від усіх жителів.
За віковим діапазоном населення розподілялося таким чином: 19,6 % — особи молодші 18 років, 55,7 % — особи у віці 18—64 років, 24,7 % — особи у віці 65 років та старші. Медіана віку мешканця становила 48,5 року. На 100 осіб жіночої статі у селищі припадало 102,1 чоловіків;  на 100 жінок у віці від 18 років та старших — 85,7 чоловіків також старших 18 років.
Середній дохід на одне домашнє господарство  становив 39 389 доларів США (медіана — 32 500), а середній дохід на одну сім'ю — 52 164 долари (медіана — 50 250). За межею бідності перебувало 15,2 % осіб, у тому числі 0,0 % дітей у віці до 18 років та 14,3 % осіб у віці 65 років та старших.
Цивільне працевлаштоване населення становило 58 осіб. Основні галузі зайнятості: сільське господарство, лісництво, риболовля — 39,7 %, освіта, охорона здоров'я та соціальна допомога — 25,9 %, науковці, спеціалісти, менеджери — 10,3 %, транспорт — 6,9 %.